# Ben Tre
Ben Tre je hlavní město provincie Ben Tre. Leží v Deltě Mekongu v jižní části Vietnamu 85 kilometrů jihozápadně od Ho Či Minova Města. V roce 2019 ve městě žilo 124 499 obyvatel. S okolními provinciemi je město spojeno pomocí mostu Rạch Miễu. 